# Bulbophyllum tortum
Bulbophyllum tortum är en orkidéart som beskrevs av Rudolf Schlechter. Bulbophyllum tortum ingår i släktet Bulbophyllum och familjen orkidéer. Inga underarter finns listade i Catalogue of Life.